# Arvydas Virgilijus Matulionis
Arvydas Virgilijus Matulionis (* 15. Juni 1946 in Kaunas) ist ein litauischer Soziologe.

## Leben
Nach dem Studium von 1963 bis 1968 der Radiotechnik am Kauno politechnikos institutas in Vilnius-Filiale promovierte Matulionis 1984 in Philosophie. Ab 1975 lehrte er an der Vilniaus universitetas, ab 1999 an der Kauno technologijos universitetas, von 1989 bis 1992 und von 1998 bis 2005 an der Vytauto Didžiojo universitetas, seit 1989 Professor,
seit 2003 Prorektor der Vilniaus verslo teisės akademija.
Sein Vater war Algirdas Matulionis (1911–1980), Forstwirt und Forstpolitiker.

## Bibliografie
- Jaunimo įsijungimas į socialinę struktūrą, monografija, 1982 m.
- Jaunimo socialinė – profesinė orientacija, monografija, su A. Mikšiu, 1992 m.
- Lietuvos socialinė struktūra, atsakingasis redaktorius ir bendraautoris, 2005 m.